# 林信太郎 (火山学者)
林 信太郎（はやし しんたろう、1956年5月13日 - ）は、日本の火山学者。秋田大学名誉教授。

## 概要
北海道苫小牧市生まれ
- 1975年、北海道札幌北高等学校卒業
- 1980年、北海道大学理学部卒業
- 1985年、東北大学大学院理学研究科博士課程（地学専攻）修了、理学博士
  - 論文の題は「Petrology of Chokai volcano, northeastern Japan (東北日本,鳥海火山の岩石学) 」[1]

- 1985年より秋田大学教育学部（当時）に勤務
- 2002年より2022年まで、秋田大学教育文化学部教授
  - 2014年4月より2017年3月まで、秋田大学教育文化学部附属小学校校長を兼任

現在、秋田大学名誉教授。

## 著書
- 『世界一おいしい火山の本―チョコやココアで噴火実験』小峰書店、2006年12月。ISBN 9784338186087
- 『ジオパークへ行こう!』小峰書店、2015年12月。ISBN 9784338248051
- 『知っておきたい 日本の火山図鑑』小峰書店、2017年3月。ISBN 9784338081603
- 『秋田の火山学者・林信太郎先生が語る 地球の不思議』秋田魁新報社、2024年6月[2]。ISBN 9784870204386

## 出演
- ブラタモリ（NHK総合）
  - 十和田湖・奥入瀬 〜十和田湖はなぜ“神秘の湖”に?〜（2017年9月2日） - 案内人
  - 秋田 〜掘れば出てくる“秋田の魅力”とは⁉︎〜（2019年11月9日） - 案内人
  - 秋田・男鹿 〜海を渡った⁉︎秋田の魅力とは⁉︎〜（2019年11月16日） - 案内人